# Holland Patent
Holland Patent és una població dels Estats Units a l'estat de Nova York. Segons el cens del 2000 tenia 461 habitants.

## Demografia
Segons el cens del 2000, Holland Patent tenia 461 habitants, 201 habitatges, i 129 famílies. La densitat de població era de 370,8 habitants/km².
Dels 201 habitatges en un 31,8% hi vivien nens de menys de 18 anys, en un 49,8% hi vivien parelles casades, en un 10,9% dones solteres, i en un 35,8% no eren unitats familiars. En el 31,3% dels habitatges hi vivien persones soles el 9,5% de les quals corresponia a persones de 65 anys o més que vivien soles. El nombre mitjà de persones vivint en cada habitatge era de 2,29 i el nombre mitjà de persones que vivien en cada família era de 2,91.
Per edats la població es repartia de la següent manera: un 23,6% tenia menys de 18 anys, un 9,3% entre 18 i 24, un 27,5% entre 25 i 44, un 24,3% de 45 a 60 i un 15,2% 65 anys o més.
L'edat mediana era de 39 anys. Per cada 100 dones de 18 o més anys hi havia 93,4 homes.
La renda mediana per habitatge era de 42.167 $ i la renda mediana per família de 51.667 $. Els homes tenien una renda mediana de 30.000 $ mentre que les dones 27.917 $. La renda per capita de la població era de 21.864 $. Entorn del 3,2% de les famílies i el 4,1% de la població estaven per davall del llindar de pobresa.